# West Koasta Nostra
West Koasta Nostra è il settimo album del gruppo rap Boo Yaa T.R.I.B.E.. È stato realizzato dalla Sarinjay Entertainment nel 2003, è l'album più famoso dei Boo Yaa Tribe. I singoli che sono usciti per questo album sono "Bang On" con Mack 10 e "911" con Eminem e B-Real dei Cypress Hill.

## Tracce
1. Bang On  (ft. Mack 10)
2. On Me  (ft. Kurupt)
3. State of Emergency (ft. Knoc-Turn'al, Oyster Boy, King Lu)
4. 911  (ft. Eminem, B-Real)
5. Zodiak Kreep  (ft. Gail Gotti)
6. Heated  (ft. Short Khop)
7. Tha Kalling (ft. Murder One)
8. N Full Motion (ft. WC)
9. Legends
10. Carson City (ft. Figi)
11. Take Yo Fade  (ft. Crooked I, Kokane, Eastwood)
12. Beautiful Thang  (ft. Baby-Down)

N.B. Nel disco originale vi è anche un dvd con un'intervista ai Boo Yaa Tribe, il dietro le quinte del video "Bang On" con Mack 10 ed appunto il video completo.